# Lago Grande di Viso
Der Lago Grande di Viso ist ein auf 2.600 m Meereshöhe liegender Bergsee an der Ostflanke des Monte Viso, des mit 3.841 m höchsten Gipfels der Cottischen Alpen im Westen der Region Piemont.
Der Karsee hat eine Ausdehnung von etwa 500 Meter und liegt im Gemeindegebiet von Crissolo, etwa 5 km Luftlinie von diesem entfernt und einige Kilometer südlich der Quelle des Po. Mehrere Bergrouten und Übergänge führen hier vorbei, u. a. die beliebte 3-Tages-Wanderung Giro del Monviso.
An einem Felssporn direkt über dem See liegt die Rifugio Quintino Sella (2640 m s.l.m.), die wichtigste Ausgangsbasis zur Besteigung des Monviso. Die 1905 erbaute Schutzhütte hieß zunächst Rifugio Quintino Sella al Lago Grande.